# Потеряхин, Владимир Александрович
Владимир Александрович Потеряхин (2 марта 1928, с. Верхотор Воскресенского района Стерлитамакского кантона БАССР (сейчас Ишимбайский район РБ) — июнь 2013, Салават) — советский инженер-технолог, преподаватель высшей школы, журналист и энциклопедист. Доцент, кандидат технических наук (1971), автор документально-исторических книг, технических изобретений. Член Союза журналистов РБ и РФ (1999). Почетный член Союза писателей «Многонациональный Санкт-Петербург» (2002). Автор статей в «Башкирской энциклопедии».
Основные его научные работы связаны с применением каталитических процессов в нефтепереработке и нефтехимии.
Ушел из жизни во сне, на 86-м году.

## Образование
С 1936 по 1947 год учился в Верхоторской и Воскресенской средних школах.
В 1958 году окончил Грозненский нефтяной институт, в 1971 — аспирантуру.

## Армия
С 1948 по 1951 год служил в армии.

## Трудовая деятельность
В годы Великой Отечественной — колхозник в колхозе «Восток», современного Ишимбайского района rodina.pomni-yanaul.ru/gorod-salavat/p.htm
В 1951 году после четырехлетней службы в армии Владимир Потеряхин сошел на перроне Ишимбайского железнодорожного вокзала. Навестив родителей и отдохнув две недели в родном селе Верхотор, он, по своим словам, отправился навстречу своей судьбе, которая оказалась счастливой.
С 1951 г. до 1988 год трудился на разных инженерных должностях на Салаватском нефтехимическом комбинате (комбинат № 18 ГлавУИЖТ/«Салаватнефтеоргсинтез»): в 1951 г. — помощник оператора катализаторной фабрики, затем начальник смены катализаторной фабрики, старший инженер-технолог, заведующий исследовательским отделом, заместитель начальника, начальник цеха, заместитель директора по науке Опытного завода. С 1971 г. — преподаватель Салаватского филиала УНИ; в 1984—1988 гг. — в организованной им лаборатории Всесоюзного НИИ органического синтеза (г. Салават).
Параллельно работе завершил обучение в вузе (1958), и в аспирантуре, в 1971 году, будучи начальником опытно-исследовательского цеха, защитил кандидатскую диссертацию в МИНХ и ГП им. И. М. Губкина.

## Журналистская и писательская деятельность
Высоко была оценена профессионалами книга стихов В. А. Потеряхина «Башкирские березы». К юбилею своего родного села написал стихи, которые переложили на музыку, и песня стала гимном села Верхотор.